# شهرزاد قصه‌گو
شهرزاد شخصیت اصلی و بانوی روایت‌گرِ داستان‌های هزار و یک شب است.

## داستان
شهریار، پادشاه ایران به خیانت همسرش پی می‌برد و همسر و معشوقش را به جرم خیانت می‌کشد. شهریار تصمیم به انتقام می‌گیرد؛ بنابراین تا ۳ سال هر شب با دختر باکره‌ای ازدواج کرده و صبح او را به وزیر اعظم می‌سپارد تا او را به به قتل برساند. وزیر که وظیفه یافتن دختران را دارد به ستوه می‌آید ولی کاری از دستش بر نمی‌آید تا وقتی که شهرزاد دختر وزیر قدم به جلو می‌گذارد و تصمیم به ازدواج با شهریار را می‌گیرد. وزیر اعظم پدر شهرزاد ابتدا با این تصمیم شهرزاد مخالف بود ولی بعد رضایت خودش را اعلام کرد. در شب اول ازدواج شهرزاد از شهریار درخواستی می‌کند و می‌گوید که چون امشب آخرین شبی است که من زنده هستم دوست دارم خواهر کوچکم دنیازاد امشب با من باشد شهریار قبول می‌کند. دنیازاد قبل از اینکه شهرزاد به همخوابگی با شاه برود از او می‌خواهد که قصه‌ای بگوید تا خوابش ببرد؛ و شهرزاد مهم‌ترین قصه و بهترین قصه‌اش را می‌گوید؛ و شاه مجذوب قصه‌های شهرزاد می‌شود. شهرزاد هر شب برای شاه قصه‌ای گفته و بقیه داستان را برای شب بعد می‌گذارد او به مدت ۳ سال این کار را ادامه می‌دهد و برای شاه سه پسر به دنیا می‌آورد. شهرزاد با هر قصه زهر انتقام را از دل شهریار بیرون می‌کشد و در آخر هم شهریار را درمان کرده و هم خودش زنده می‌ماند.

## توضیحات
از نکات قابل توجه، بودن عناصر مهم قصویت در این کتاب هفت جلدی (ترجمه کامل فارسی و بدون سانسور) است. به عبارتی بهانه روایت و تعلیق و عناصر خُردتَر داستان‌های مدرن در این رمان واره دیده می‌شود. مهم‌ترین خصوصیت داستانی مدرن همان بهانه روایت است؛ یعنی قصه گفتن بهانه برای زنده ماندن است، زنده ماندن شهرزاد.